# Tichá mutace
Tichá mutace je pojmenování pro typ mutace, která nemá pozorovatelný vliv na fenotyp organismu. Je specifickým typem neutrální mutace, která není prospěšná ani škodlivá pro schopnost organismu přežít a reprodukovat se.
Synonymní mutace, kdy dojde k substituci báze v tripletu, která nemění aminokyselinu v budoucím bílkovinném řetězci, a mutace v nekódující DNA jsou často považovány za tiché mutace, ačkoli ne vždy tomu tak je. Synonymní mutace může ovlivnit transkripci, sestřih, transport mRNA nebo translaci a tak vést ke změně fenotypu. Naopak nelze vyloučit, že nesynonymní mutace bude tichá.

## Vliv synonymních mutací na vznikající proteiny
Dlouho se předpokládalo, že povahu výsledné bílkoviny mohou změnit jen mutace, na jejichž podkladě je zařazena jiná aminokyselina než v původním proteinu, nebo ty, které vedou ke zkrácení bílkoviny. Nové studie toto dogma začínají vyvracet. Ukazuje se, že ke změně terciární struktury bílkoviny a tím i její funkce může dojít i na základě záměny obvyklého kodónu určité aminokyseliny za méně obvyklý. Nedochází tak ke změně pořadí aminokyselin v bílkovinném řetězci, ale je ovlivněna rychlost translace, což vede k nesprávnému skládání proteinu.
Mutace nekódující DNA mohou ovlivňovat funkci genů i bez toho, aby přímo ovlivňovaly povahu výsledné bílkoviny, například změnou regulačních oblastí genů.